# Ovie Carter
Ovie Carter (Indianola, 11 marzo 1946) è un fotografo statunitense vincitore del premio Pulitzer nel 1975 insieme a William Mullen, per i loro reportage sulla carenza di cibo in Africa ed India intitolati The Faces of Hunger. Ha anche vinto un World Press Photo of the Year nel 1974 per una fotografia scattata durante la siccità del Sahel.
Ha lavorato presso il Chicago Tribune dal 1969 al 2004, anno del suo pensionamento. Oltre al Pulitzer ed al World Press Photo, ha vinto numerosi altri premi come l'"Overseas Press Club Award", il "Chicago Tribune's Edward Scott Beck Award" (per cinque volte), il "the NABJ Region V" ed il "Legends in Their Own Time", assegnatogli dal Chicago Tribune.
Insieme al sociologo Mitchell Duneier ha pubblicato due opere: Slim's Table (1992) e Sidewalk (2000).